# Leonard Mesarić
Leonard Mesarić (Zagabria, 10 agosto 1983) è un ex calciatore croato, di ruolo difensore.

## Carriera

### Club
Ha giocato nella prima divisione dei campionati croato ed iraniano.

### Nazionale
Ha giocato nelle nazionali giovanili croate Under-18 ed Under-19.

## Palmarès

### Club

#### Competizioni nazionali
- Druga hrvatska nogometna liga: 1

Rudeš: 2016-2017